# Маккифри, Питер Томас
Питер Томас Бертрам Маккифри (англ. Peter Thomas Bertram McKeefry; 3 июля 1899, Греймут, Новая Зеландия — 18 ноября 1973, Веллингтон, Новая Зеландия) — первый новозеландский кардинал. Титулярный епископ Дерко и коадъютор, с правом наследования, архиепархии Веллингтона с 12 июня 1947 по 9 мая 1954. Архиепископ Веллингтона с 9 мая 1954 по 18 ноября 1973. Кардинал-священник с титулом церкви Иммаколата-аль-Тибуртино с 28 апреля 1969.